# Nelson Leigh
Nelson Leigh (1 de enero de 1905-3 de julio de 1985) fue un actor cinematográfico estadounidense, muy prolífico en las décadas de 1940 y 1950.

## Biografía
Nacido en el estado de Misisipi, su verdadero nombre era Sydney Talbot Christie, y se graduó en la Universidad del Sur de California en 1929.
Leigh hizo más de 130 interpretaciones para el cine de la época, principalmente en papeles de reparto, destacando de entre ellas la que hizo como «Dr. Gailbraithe» en el film de ciencia ficción World Without End. 
En años posteriores actuó principalmente para la televisión, en programas tales como la serie dramática de 1955 Police Call, o como las populares Bonanza y The F.B.I..
Leigh solía interpretar personajes autoritarios como oficiales militares y sacerdotes, como en el caso del film western de 1954 Jesse James v. the Daltons, en el cual era el Padre Kerrigan. Sin embargo, también tenía la oportunidad de encarnar a otros personajes, como cuando interpretó a Jesucristo en los filmes religiosos The Pilgrimage Play (1949) o en The Living Bible(1952). Además, interpretó a Pablo en las series Life of St. Paul y Acts of the Apostles. 
Nelson Leigh falleció en 1985 en Hemet, California.